# 叶夫根尼·亚历山德罗维奇·普里马科夫
叶夫根尼·亚历山德罗维奇·普里马科夫（羅馬化：Yevgeniy Aleksandrovich Primakov；1976年4月26日—），也叫小叶夫根尼·普里马科夫（Евгений Примаков-младший），俄罗斯政治人物，现任独联体事务、海外侨民及国际人道合作署署长。他也曾于2018年至2020年担任第七届国家杜马议员。他在媒体上的笔名为叶夫根尼·桑德罗。
他是俄罗斯前外交部长和总理叶夫根尼·马克西莫维奇·普里马科夫的孙子。